# Xenia (Ohio)
Xenia is een plaats (city) in de Amerikaanse staat Ohio, en valt bestuurlijk gezien onder Greene County.

## Demografie
Bij de volkstelling in 2000 werd het aantal inwoners vastgesteld op 24.164.
In 2006 is het aantal inwoners door het United States Census Bureau geschat op 23.438, een daling van 726 (-3,0%).

## Geografie
Volgens het United States Census Bureau beslaat de plaats een oppervlakte van
31,5 km², geheel bestaande uit land. Xenia ligt op ongeveer 284 m boven zeeniveau.

## Plaatsen in de nabije omgeving
De onderstaande figuur toont nabijgelegen plaatsen in een straal van 16 km rond Xenia.